# サイエントロジーと精神医学
サイエントロジーと精神医学（サイエントロジーとせいしんいがく）では、サイエントロジーと精神医学の関係について記述する。
サイエントロジーは1952年の創立以来、精神医学と対立してきた。サイエントロジーは公に、そしてしばしば猛烈に精神科医や精神医学と心理学の両方に反対をしている。サイエントロジー信者は精神医学をナチスの偽科学とみなし、スピリチュアルヒーリングに基づいた代替医療を薦めている。サイエントロジー教会によれば、精神医学は不適切かつ虐待的ケアの長い歴史を持つものである。教会のこうした見解には医学者や科学者たちの間で議論、批判、非難があり、公の論争の種となっている。

## ハバードと精神医学
サイエントロジーの創始者L・ロン・ハバードはジークムント・フロイトの理論にも生物学的精神医学にも批判的であった。 ハバードは精神科医を"psychs"(蔑称)と呼び、人間のスピリチュアリティを否定し、くだらない偽者の治療を行うものとみなしていた。彼はまた精神科医たちをそれ自体が非常に非倫理的な人間であり、「強奪、傷害、殺人を犯している。われわれの資料はその証拠に満ちている」と確信していた。
反精神医学的なテーマはハバードの創作活動にも現れている。ハバードの10巻シリーズの『ミッション・アース』では、多様なキャラクターたちが心理学の手法と妥当性について議論している。彼の小説『バトルフィールド・アース』では、悪の"キャトリスト"(英語の精神科医:"サイキアトリスト"との駄じゃれ)がメンタルヘルスの専門家と主張するニセ医者の集団として描写されており、彼らはサイクロ(この名前はサイクロ語で"脳"または"～の所有物"を意味している)を支配するものである。『バトルフィールド・アース』における獰猛で堕落したサイクロ人は、しばしばハバードの「もしサイエントロジーが無ければ、精神医学に支配されてしまうであろう人類の未来」についての個人的な考えではないかと推測されている。 
数多くの精神科医たちはサイエントロジー教会に強く反論してきた。ハバードの著書『ダイアネティックス』が出版された後、アメリカ心理学会は会員にハバードの手法を患者に用いないように指導した。ハバードは「世界規模の陰謀の背後には精神科医がおり、彼らはソビエト連邦の代理人としてサイエントロジーを攻撃し、"世界統一政府"を築こうとしている」と信じるようになった。
"われわれの敵は、人数にすればわずか12人に満たない。彼らはイングランド銀行のメンバーと、それよりも高い位置にいる財界人だ。彼らは新聞社を所有・管轄し、奇妙なことに、これまで誕生したメンタルヘルス・グループも運営している。[...]。彼らの明白な計画は、精神科の電気ショックや前頭葉のロボトミーによって、邪魔になる政敵を排除することだ[...]。この連中は世界のほぼすべての政府に多額の金をさまざまなごまかしによって貸し付け、もちろん所得税や政府の財政も支牛耳っている―例えば[ハロルド・]ウィルソンは現英国首相だが、完全にこうした連中と関わっており、話すことと言ったらこの連中の事ばかりだ。"
ハバードの、「精神科の領域を人間性の諸問題の根源と位置づけようとする試み」は1971年に書かれた方針文書に典型的に示されており、その中で彼は"精神科医"という言葉を"反社会的な人民の敵"と再定義しようとした。
"「精神医学」と「精神科医」という2つの言葉は「反社会的な人民の敵」と簡単に再定義することができる。このことによって殺人凶の精神科医を「常用職業リスト」からはずすことができる。1世紀にわたって精神科医が未曾有の非人道的記録を残しており、これは[言葉の再定義の]有効活用である。"

## サイエントロジー教会と精神医学

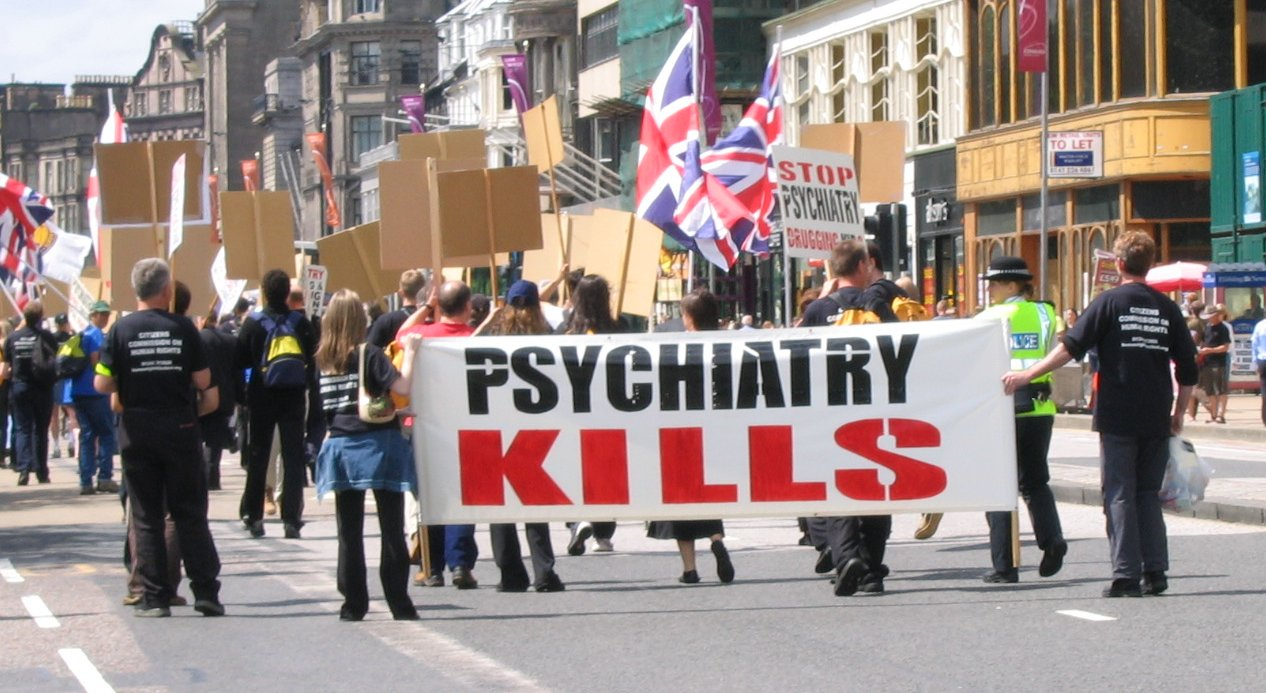
サイエントロジー信者はしばしば反精神医学のデモをする

1969年に世に出た著書 『信じたいものを信じなさい(en:Believe What You like)』では、サイエントロジー信者が秘密裏にイギリスの国立精神衛生協会に侵入し、精神疾患治療の公式な方針を変更しようとしていた試みを書いている。彼らは正体と計画が明らかになった後、協会から追放されたものの、サイエントロジー教会は間もなく数々の訴訟を国立精神衛生協会に対して起こした。
オペレーション・スノーホワイトのときには、サイエントロジー教会はサイエントロジーとその創始者L・ロン・ハバードに不都合な情報を消去しようと運動し、このことは1980年に明らかになったのだが、サイエントロジーの諜報機関、 ガーディアンズ・オフィスの工作員もまた同様の運動を世界精神衛生連盟と英国国立精神衛生協会に行っていたことが明るみに出た。
サイエントロジーの見解は以下の教会長の発言の引用に表されている:
"教会が反対するのは残虐で、非人道的な精神科の治療方法である。それは現在のところ主に3つの理由による:  1)電気ショックや、薬物や、ロボトミーは助けるように装った傷害で、人間を不具にし、破壊するものである; 2)精神医学は科学ではなく、政府が何10億ドルもの資金を注ぎ込むことを正当化するような証明された手法を持っていない; 3)「人間は単なる動物である」という精神医学の理論は、第1次世界大戦と第2次世界大戦おける人間の大量虐殺の正当化に利用された。"
2006年10月のイブニング・スタンダード紙はサイエントロジーの精神医療職への強い反発を強調している:
"特に目立つのは、デビッド・ミスキャベッジの劇的な――そしてどこか異様な――精神科医への攻撃で、彼の言葉はセンセーショナルなタイトルの『精神医学: 死の産業 』というサイエントロジー製のDVDが4つのハイデフィニションの巨大なテレビ画面で流れているのに後押しされている。[...]。「女性が深夜に一人で公園にいるほうが、精神科の長いすに座るより安全なのです」。ミスキャベッジは朗々と唱え、彼の背後には精神科医――彼らが呼ぶところのpsychs(蔑称)――の残虐な画像が展示されていて、精神科医たちはその存在を、まるでマシンガンで打ち抜かれたかのごとく、抹殺されている。"

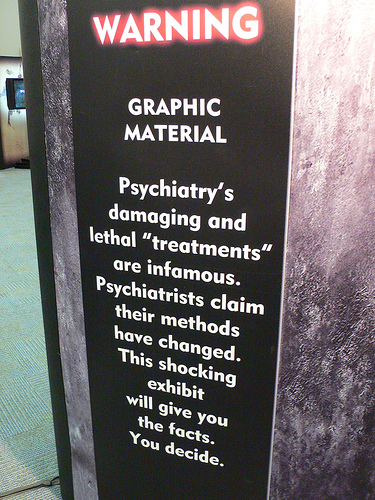
ロサンゼルスにあるサイエントロジーの運営する精神医学:死の産業の警告表示

教会は精神医学との戦いにほぼ勝利したと主張している。彼らの論文、「サイエントロジーに反論するものたち」において、そのことは以下のように宣言されている:
"今日、一人の精神科医に対し500人のダイアネティックス実践者かサイエントロジー信者が存在している"そして"世界に何百万人もの教区民たちがすべての大陸に存在し、教会が彼らを点であらわすことによってサイエントロジー信者がかつて無く可視的である一方、精神科の開業医を探すものはたった1つのドアでさえ探すことに四苦八苦することになる。"
サイエントロジーは全世界の信者数を800万人以上と主張しているが、この数字にはサイエントロジーの導入コースを体験しただけの者も含まれている。教会はアメリカに350万人の信者がいると主張しているが 、独自の調査によるとアメリカ合衆国に在住し、自らの宗教を「サイエントロジー」とはっきりと述べるものはほぼ5万5千人である。ちなみに、精神科医で構成されるアメリカ精神医学会と、心理学者で構成されるアメリカ心理学会の会員数はそれぞれ3万8千人と14万8千人である 。

### 法律上の権利放棄の証書
サイエントロジーの、信者との関係についての法的措置の数々を受けて、教会が信者に非常に長い契約書にサインさせることと、サイエントロジーの活動に参加する前に信者に権利放棄させることは教会内で慣習となってきた。2003年、各メディアはサイエントロジーが要求する法律上の契約書の数々を検証し、報道したが、数々の契約の中で真っ先に要求されるのは、サイエントロジー信者は医師が信者に指示する可能性のある精神医学の治療をすべて否定することであった:
"私は個人に対する精神医学に分類されるものを、信じたり賛同したりしません。「すべての精神的な問題は本来はスピリチュアルなものであり、精神的に無能なものなど存在しておらず―誰かに脚色された、ある種のスピリチュアルな混乱に苛まれる者がいるだけである」というのが私の宗教上の信条であります。私はすべての精神科に分類されるものを拒否し、私は「私の願望は宗教的な、スピリチュアルな手法によってのみ救われること、そしていかなる精神科的な治療、特にいわゆる能力の欠如に基づいた不本意な関与を望まないこと」をこの誓約書によって明確に記録することを意図します。いかなる状況でも、いかなる時であれ、たとえどのような精神科医であれ、医師であれ、州に指定された者であれ、私の家族であれ、私の代理と主張するかもしれない者による、精神医学による治療と、精神医学に指導された治療を、私の宗教のメンバーが排除することから、私の治療の権利が否定されることを望みます"。

### 市民の人権擁護の会
市民の人権擁護の会(英語名The Citizens Commission on Human Rights、略称 CCHR)はサイエントロジーによって立ち上げられた団体で、これも精神医学の本質は人権侵害だと主張している。
1966年にハバードは精神医学に対して全面戦争を宣言し、サイエントロジー信者に以下のように告げた「我々としてはイギリスの精神科医すべてに最低1つの汚点がほしい。例えば殺人、強盗、レイプやもっとひどいものだ。」彼はサイエントロジー教会に1969年に精神医学を撲滅するという目標を誓い、次のように発表した「我々の戦争は、無理やり『この惑星における精神治療の領域をすべての形で乗っ取ること』に捻じ曲げられた 。」
サイエントロジー教会が同じ年に市民の人権擁護の会を精神医学を攻撃する第一の手段として創設したのも偶然ではない。CCHRは常に上記したハバードの「すべての精神科医は犯罪者である」という宣言を引用している。「普通の刑法で法廷に召喚し有罪にできないような組織下で活動する精神科医などいない。彼らは強奪、傷害、殺人を犯している。われわれの資料はその証拠に満ちている。 」
CCHRはプロザックや、電気痙攣療法、リタリン(そしてADHDの存在自体)、またさまざまな健康にまつわる法律の制定に反対する運動を行った。CCHRは常設博物館である「精神医学:死の産業」をカリフォルニア州ハリウッドに開館している。

## サイエントロジスト(信者)

### トム・クルーズ
トム・クルーズは精神科の薬物医療に対して極度の攻撃者であり続けている(MSNBC June 25, 2005)。彼の立場はかなりの量の非難を精神科医と医師(アメリカ精神医学会とアメリカ精神衛生機構)、そしてうつ病で苦しむ人々から集めることとなった。

### アンドレス・ロペス
コロンビアのコメディアン、アンドレス・ロペスは精神医学に対するいくつかの非難を彼のyoutubeチャンネルで行ってきた。多くの動画の中で彼は児童への向精神薬の使用に不平を言い、 注意欠陥・多動性障害などの精神医学の病理学の存在を否定している。

### 信者による本
CCHR のブルース・ワイズマンは精神医学をヒトラーの創造だと描写した『精神医学: 究極の裏切り(Psychiatry: The Ultimate Betrayal)』 (Scientology's Freedom Publications, 1995) を書いた。
ドイツ人のサイエントロジー信者トーマス・ロデルとヴォルカー・クビリウスは、全能の精神科医が世界を征服する陰謀論の書、『精神科医: ヒトラーの後ろにいた男たち(Psychiatrists: the Men Behind Hitler) 』(Scientology's Freedom Publications, 1995-2001)を書いた。

### リサ・マクファーソン
サイエントロジー信者のリサ・マクファーソンは教会との繋がりによって精神病院から脱走したが、信者たちが治療する中、死んだ。彼女が死んだのはイントロスペクション・ランダウンという教会の儀式の最中だった。

### ジェレミー・パーキンズ
2003年3月13日に、サイエントロジー信者のジェレミー・パーキンズは母親であるエリィ・パーキンズを77回突き刺し、殺害した。ジェレミーは、統合失調症と診断され、暴力と幻覚にまつわる出来事があった後は治療を受けなかった。母親はバッファローのサイエントロジー教会の熱心な信者で、多数のビタミン・サプリメントの摂取やサイエントロジーの定めたものが心理学的カウンセリングや向精神薬の服用より優れていると考えていた。

### リンダ・ワリキ
2007年7月5日に、25歳のオーストラリア人女性、リンダ・ワリキは52歳の彼女の父親マイケルと15歳の妹のキャサリンを殺害し、母親のスーにナイフで怪我を負わせた。彼女の名前は2007年7月7日のシドニー・モーニング・ヘラルド紙に発表された。この事件は被害者の一人が未成年のため、発表が控えられていた。リンダは精神疾患と診断されていたが、彼女の親はサイエントロジーの教義に従って治療の継続を否定した。それまでの医療による向精神薬の服用ではなく、親はアメリカ合衆国のサイエントロジー信者から特別に輸入したものに代えていた。

## スペース・オペラ
教会は オペレイテリング・セイタンと呼ばれる教会内の格付けと、それよりも上級の信者に"スペース・オペラ" による宇宙の歴史を教育している。イベントでは起こったとされる過去の出来事について告げられるが、それは数十億年や数兆年前の出来事であり(これは科学者たちが見積もっている宇宙の年齢と矛盾している)、その中で精神医学は悪の異星人文明による抑圧の道具だったと教えられる。
ハバードはきっと精神科医たちは何十億年にわたって問題でありつづけた古の害悪だったと思った。彼は精神科医たちを75,000,000年前に起こったジヌーの大虐殺の支援者として位置づけた。「苦痛とセックス(Pain and Sex)」という名の定期刊行物の中で、 ハバードは「苦痛とセックスは悪化のために発明された道具である」と言い、苦痛とセックスは大昔から精神科医によって考え出されたもので、 「彼らは[時間]行路に長い間乗っていて、彼らこそ、彼らのみがこの宇宙の下落の要因である」と宣言した。「Aberration(逸脱)」と「Fifth Dynamic(第5の力)」という名の講義の中で彼はこう述べている:
"一枚の板ガラスを手にとってそれをプリクリアー(オーディティングを受ける人)の前においてください――透明な、とても透明なガラスです――それは超冷たく、望ましくは-100℃ぐらいの冷たさです。わかりますか？超冷たいんですよ、えー。そうしたら次にプリクリアーを超冷たいガラスの真正面において、突然彼の顔をガラスの中に突っ込んでください。さて、そりゃあすごくいいですよ。ええ、それは大体5,000,000,000年前に我々の魂の歴史をすべて知る精神科医が発明したことなんです。[...]。 私があなた方に与えた洗脳の仕組み、超冷たい装置やその後に挙げたものと一緒に与えましたが、それはとてもよく知られていて、63番目の銀河のマウ連邦で非常に大々的に用いられていました。彼らはすべての職員とその上官の完全な精神科的な支配を持っていて、彼らが下々の者に退屈したとき、彼らはこの特定の洗脳の手法を使ったのです"

## 反対の立場
サイエントロジーの批判者はハバードが1947年に精神科の医療を求めたことと、彼の死後、検死官がハバードが第一世代抗ヒスタミン薬で、精神安定剤のビスタリルを注入され続けていた事実を発見したことを指摘してきた。
精神医療の専門家たちはCCHRの教会との関係から、一般人は団体の資料の数々を真剣に受け止めないだろうと考えている; しかし、彼らはそれらの資料が教会に帰するものだと言及されること無く引用されれば、有害な影響を与えかねないと議論している。
裁判とメディアの発表と、公な集会の専門家は、公開された資料はサイエントロジーとCCHRの外側の世界ではわずかな関心しか寄せられてはいなく、入手できる論評では、肯定的なものはほんの少しだった。心理学の教授のベンジャミン・バイト・ハラハミの短い『精神科医: ヒトラーの後ろにいた男たち』への論評で彼はこう述べている:
"サイエントロジーは、多くの注意を「彼らが言うところの」精神医学に反対するプロパガンダを通じて集めてきた。これは種類豊富な表看板を通じて、大変な費用と組織の努力を必要としてきた。もしもこの本、『精神科医: ヒトラーの後ろにいた男たち(the Men Behind Hitler)』 (Scientology's Freedom Publications, 1995-2001)が代表的な例ならば(そうだと私は思うのだが)、これは決定的に「サイエントロジーの運動は完全なパラノイアと悲痛なほどの無知に根ざしている」ことを証明している。この本を読んで、そして私はあなたたちにどうかこの本を読むことで時間の無駄遣いをしないように強く勧めるのだが、あることがはっきりした。この本の作者は単に精神医学とは何か、わかっていないのだ。"
アメリカ精神医学会のリン・シュルツ・リツウェルはこう付け加えている:
"とにかく我々はどんな方法・形でも応答しなかった。会員から非難の声は無かった。そしてとにかく、本それ自体が語っている。"
カンザス精神医学会代表のマイケル・ブルークはサイエントロジーに関してこう述べた「彼らは自らの立場をいかなる科学的なデータによっても支えることができておらず、科学的なデータを無視する傾向がある。...国民もサイエントロジーのいんちきをした過去を正しく見据えているように見える 。」

### 反精神医学: 平行した運動
いくつかの反精神医学のウェブサイトと精神医学から脱出したと主張する人々のグループはサイエントロジーとCCHRから距離を置こうとしている。弁護士のダグラス・A・スミスは彼の反精神医学ウェブサイトでこう宣言している:
"サイエントロジー信者お断り: ボランティアはサイエントロジー'教会'または市民の人権擁護の会(CCHR)と提携していないかどうか、確認の質問をされます。教会やCCHRは精神医学による害を宣伝してきましたが、我々は彼らと提携したくありません。"
同様に――:
"マインドフリーダムの弁護士、デイヴィッド・アトキンは、マインドフリーダムはCCHRまたはサイエントロジー教会と何の関係も無いことを明瞭に強調した文章を提供した。この明確化は団体を否定するものではなく、ただ事実を述べているだけである。"
注目すべき反精神医学の考えを、特定の諸問題について、非宗教的な批評家と共有しているにもかかわらず、サイエントロジーの教義はいくつかの点でほかとは異なっている。サイエントロジーは精神医学関連の陰謀論を推進していて「ユーゴスラビア紛争の背後には精神科医がいた」、であるとか、「アメリカ同時多発テロは精神科医によって引き起こされた」上級のオペレイテリング・セイタンコースにおいて、サイエントロジー信者は精神科医が何十億年前の宇宙全体の大破壊を招いたと教えられる。 サイエントロジー信者は宗教的に精神科の薬を服用しないことと、心理学をはっきりと拒絶することを誓わされる。
各運動の社会政治的な根源は違った起源を持っている。反精神医学的に世の中を観察することの提唱者、デイヴィッド・クーパーやロナルド・D・レイン、そしてミシェル・フーコーは1960年代に左翼と関係があった。市民的自由の擁護者で右翼のトーマス・サズは自身を無神論者と明言していた。反精神医学の擁護者の多くは、彼らは"精神疾患"は客観的な生物医学的な状態というよりは社会による便利で不正確な分類分けであると宣言し、「統合失調症」のような精神医学用語を彼らは汚名付けであろうとみなして拒絶した。それとは対照的に、ハバードは自身によるサイエントロジーの理論で、「精神分裂病者(schizophrenics)」と言及し、ある人の精神状態を部分的に測定するために、トーンスケールを発明した。さらに自身の著書『生存の科学(Science of Survival)』 において、ハバードはスケールの非常に低い人々を隔離所に入れることを提案した。しかしその実践は、例えばサズと共同設立した、措置入院を終わらせるための団体、アメリカ措置入院廃止機構の目的と食い違っている。

### 類似の主張をしている団体への外部リンク
- 反精神医学連合のホームページ（日本語版：未翻訳部分あり・オリジナルは英語版）